# حبيل عدانة (بعدان)

تعديل مصدري - تعديل

حبيل عدانة هي إحدى قرى عزلة المشكي بمديرية بعدان التابعة لمحافظة إب، بلغ تعداد سكانها 542 نسمة حسب تعداد اليمن لعام 2004.